# تشاد كورديرو
تشاد كورديرو (بالإنجليزية: Chad Cordero)‏ هو لاعب كرة قاعدة أمريكي، ولد في 18 مارس 1982 في آبلاند في الولايات المتحدة.

## وصلات خارجية
- تشاد كورديرو على موقع دوري كرة القاعدة الرئيسي (الإنجليزية)
- تشاد كورديرو على موقعبيزبول رفرنس.كوم (الدوري الرئيسي) (الإنجليزية)
- تشاد كورديرو على موقعبيزبول رفرنس.كوم (الدوري الثانوي) (الإنجليزية)
- تشاد كورديرو على موقع إي إس بي إن.كوم (أم.أل.بي) (الإنجليزية)
- تشاد كورديرو على موقع مشجعي الرسوم البيانية (الإنجليزية)